# جنیفر استون
جنیفر استون (انگلیسی: Jennifer Stone؛ زاده ۱۲ فوریهٔ ۱۹۹۳) بازیگر آمریکایی است. او با بازی در نقش هارپر فینکل در مجموعۀ جادوگران محله ویورلی (۲۰۱۲–۲۰۰۷) و فیلم تلویزیونی جادوگران محله ویورلی: فیلم (۲۰۰۹) از شبکۀ دیزنی به شهرت رسید. او همچنین در فیلم‌های تلویزیونی گوناگونی نقش داشته‌است. استون برای نویسندگی و بازی در فیلم مستقل دنیای میانه (۲۰۱۹) تحسین منتقدان را دریافت کرد. 

## فیلم‌شناسی

### فیلم
| سال  | عنوان                          | نقش       | یادداشت        |
| ---- | ------------------------------ | --------- | -------------- |
| ۲۰۰۳ | بچه‌های جاسوس ۳: بازی باخته     | اضافی     | بی‌اعتبار       |
| ۲۰۰۳ | شیرهای دست دوم                 | مارتا     |                |
| ۲۰۱۳ | هیچ‌چیز برای ترس باقی نمانده‌است | مری       |                |
| ۲۰۲۱ | دنیای میانه                    | مدز اولسن | همچنین نویسنده |

### تلویزیون
| سال       | عنوان                               | نقش          | یادداشت                         |
| --------- | ----------------------------------- | ------------ | ------------------------------- |
| ۲۰۰۴      | خط آتش                              | لیلی اودانل  | قسمت: «تجدید دیدار مادر و کودک» |
| ۲۰۰۵      | دکتر هاوس                           | جسیکا سیمز   | قسمت: «سنگین»                   |
| ۲۰۰۵      | بدون هیچ ردی                        | بریتانی      | قسمت: «بی‌گناهان»                |
| ۲۰۱۲–۲۰۰۷ | جادوگران محله ویورلی                | هارپر فینکل  | نقش اصلی                        |
| ۲۰۰۹      | فینیس و فرب                         | آماندا (صدا) | ۲ قسمت                          |
| ۲۰۰۹      | جادوگران محله ویورلی: فیلم          | هارپر فینکل  | فیلم تلویزیونی                  |
| ۲۰۱۰      | هریت جاسوس: جنگ‌های وبلاگی           | هریت         | فیلم تلویزیونی                  |
| ۲۰۱۱      | دختران بدجنس ۲                      | ابی هانوفر   | فیلم تلویزیونی                  |
| ۲۰۱۲–۲۰۱۱ | ژنراتور ایکس                        | بورلی (صدا)  | ۲ قسمت                          |
| ۲۰۱۴–۲۰۱۳ | داستان‌های زمان مرده                 | پرستار بچه   | نقش اصلی                        |
| ۲۰۱۳      | بازگشت جادوگران: الکس در مقابل الکس | هارپر فینکل  | فیلم تلویزیونی                  |
| ۲۰۱۴      | تسخیر دبیرستان                      | کلویی        | فیلم تلویزیونی                  |